# Омич (газета)
Омич — газета Российской империи, выходившая в 1906 году в городе Омске, административным центре Акмолинской области и Степного генерал-губернаторства.
Редактором-издателем этой газеты была Н. А. Вереденко. Основатель: Алихан Букейханов.
В газете печатался Арсений Жиляков.

## История
Газета «Омич» выходила в 1906 году «в г. Омске ежедневно, кроме дней после-праздничных». Первый номер — 16 ноября, всего их было 29. В № 22 появилось объявление: «22 номер, который уже был сверстан 12 декабря в 7 часов вечера, не мог выйти, так как типография „Иртыш“, в которой печаталась наша газета, была администрацией запечатана вследствие неутверждения ею представленного заведующего и отказа старого. 22 номер „Омича“ выпускается сегодня 17 декабря».
Прекращено издание в административном порядке в том же году «на основании исключительного положения». Подписчики прекратившейся газеты «Омич» получали с 1907 г. газету «Голос степи». В ней в № 1 (1-I) и № 21 (30-I) за 1907 год даны ссылки на номера № 24 (20-XII) и № 29 (б. д.) газеты «Омич».
Газета тесно связана с политиком Алиханом Букейхановым. В 1906 году, 5-6 января, А. Букейханов арестован «как руководитель киргизского (казахского) политического движения», в мае был освобождён из Омской тюрьмы. После освобождения А. Букейханов основал газеты «Иртыш» (закрыта в 1906), Омич (закрыта в 1906 году властями), «Голос степи».